# IC 4852
IC 4852 је спирална галаксија у сазвјежђу Паун која се налази на листи објеката дубоког неба у Индекс каталогу.
Деклинација објекта је - 60° 20' 10" а ректасцензија 19h 26m 25,7s. Привидна величина (магнитуда) објекта IC 4852 износи 12,9 а фотографска магнитуда 13,6. IC 4852 је још познат и под ознакама ESO 142-6, AM 1922-602, IRAS 19220-6026, PGC 63204.